# Nesticus libo
Nesticus libo là một loài nhện trong họ Nesticidae.
Loài này thuộc chi Nesticus. Nesticus libo được miêu tả năm 2005 bởi Jun Chen & Zhu.